# Tourrettes-sur-Loup
Tourrettes-sur-Loup (Occitaans: Torretas de Lop) is een gemeente in het Franse departement Alpes-Maritimes (regio Provence-Alpes-Côte d'Azur). De plaats maakt deel uit van het arrondissement Grasse. Tourrettes-sur-Loup telde op 1 januari 2022 4.126 inwoners.

## Geografie
De oppervlakte van Tourrettes-sur-Loup bedroeg op 1 januari 2022 29,28 vierkante kilometer; de bevolkingsdichtheid was toen 140,9 inwoners per km².
De onderstaande kaart toont de ligging van Tourrettes-sur-Loup met de belangrijkste infrastructuur en aangrenzende gemeenten.

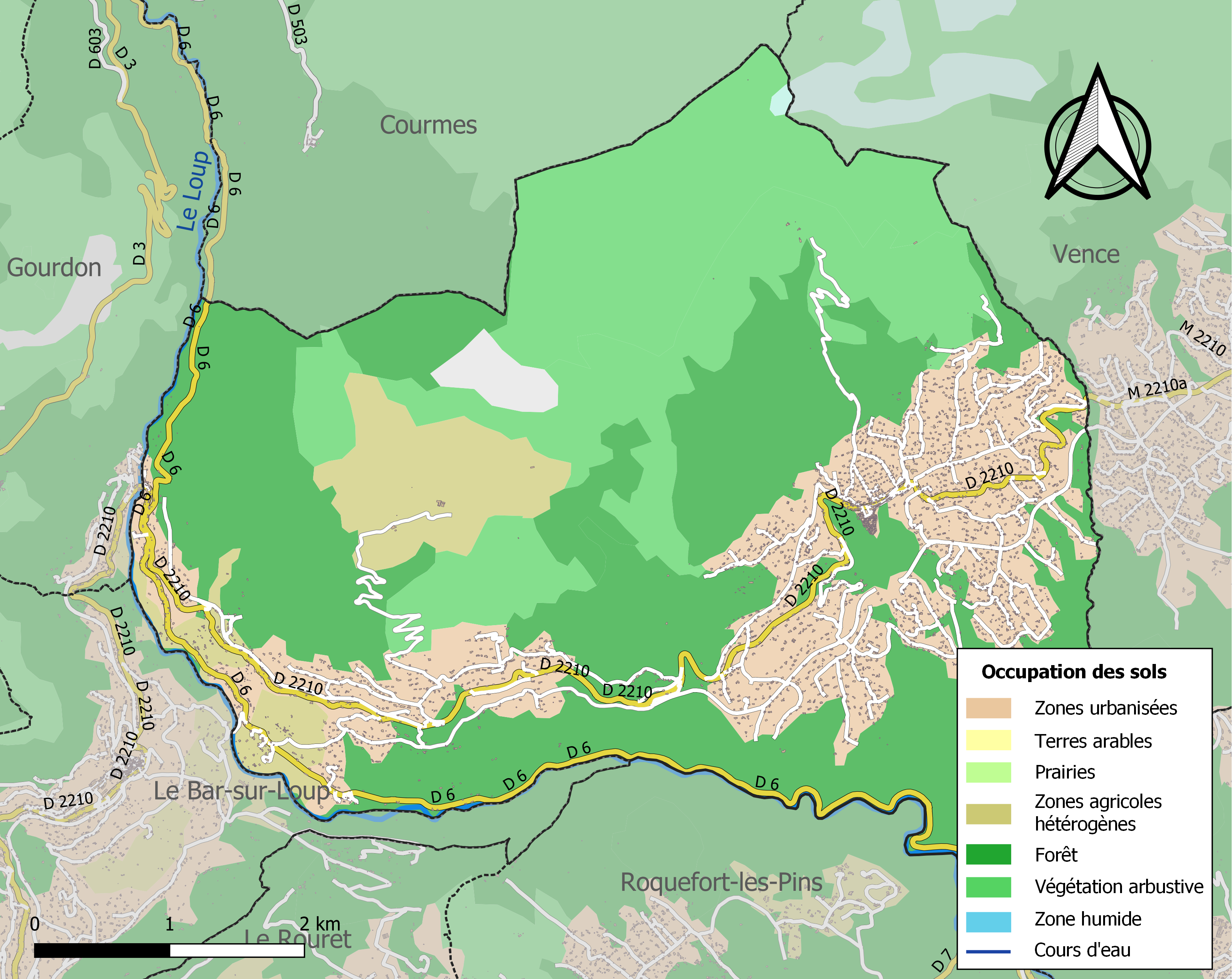

## Demografie
Onderstaande figuur toont het verloop van het inwonertal (bron: INSEE-tellingen).
Vanwege een beveiligingsprobleem met de MediaWiki Graph-software is het momenteel niet mogelijk deze grafiek weer te geven. Zodra de software is bijgewerkt zal de grafiek vanzelf weer zichtbaar worden.

## Trivia
- De Nederlandse kunstenaar Joop van Kralingen heeft hele jaren in het dorp doorgebracht.
- Modeontwerper Mart Visser en zijn echtgenoot hebben er een woning.
- Trio Wolters heeft hier heel kort gewoond.
- De Nederlandse wielrenner Leo Duyndam heeft hier tot aan zijn dood gewoond.